# Minoa Pediada
Minoa Pediada (griechisch Δήμος Μινώα Πεδιάδας) ist eine Gemeinde (Δήμος, Dimos) im Regionalbezirk Iraklio auf der griechischen Mittelmeerinsel Kreta.

## Verwaltungsgliederung
Die Gemeinde Minoa Pediada wurde anlässlich der Verwaltungsreform 2010 (Kallikratis-Programm) durch den Zusammenschluss der seit 1994 mit anderer Gebietsabgrenzung bestehenden Gemeinden Arkalochori und Kastelli sowie der 1997 gegründeten Gemeinde Thrapsano gebildet. Verwaltungssitz ist Evangelismos. Die bisherigen Gemeinden haben Gemeindebezirks-Status.
| Gemeindebezirk | griechischer Name             | Code   | Fläche (km²) | Einwohner 2011 | Kinotita (Κοινότητα) | Lage |
| -------------- | ----------------------------- | ------ | ------------ | -------------- | --- | ---- |
| Kastelli       | Δημοτική Ενότητα Καστελλίου   | 710601 | 122,723      | 04.753         | Kastelli, Amariano, Apostoli, Archangelos, Aski, Geraki, Evangelismos, Karouzana, Kastamonitsa, Liliano, Lyttos, Mathia, Polythea, Smari  |      |
| Arkalochori    | Δημοτική Ενότητα Αρκαλοχωρίου | 710602 | 238,395      | 10.476         | Arkalochori, Garipa, Demati, Inio, Karavados, Kasanos, Kastelliana, Lefkochori, Nipiditos, Panagia, Panorama, Partira, Patsideros, Skinia |      |
| Thrapsano      | Δημοτική Ενότητα Θραψανού     | 710603 | 37,397       | 02.334         | Thrapsano, Voni, Zofori, Samba |      |
| Gesamt         | Gesamt                        | 7106   | 398,515      | 17.563         | |      |